# Grace Gianoukas
Grace Mattos Gianoukas (Rio Grande, 9 de dezembro de 1963) é uma atriz, autora, diretora teatral e produtora teatral brasileira. Tornou-se conhecida por interpretar Eva em Rá-Tim-Bum de 1990 a 1994, e Teodora Abdalla em Haja Coração (2016), além de criar, em 2001, o projeto Terça Insana. Em 2020, interpretou Ermelinda em Salve-se Quem Puder, pela qual foi indicada duas vezes ao Melhores do Ano de Melhor Atriz Coadjuvante: em 2020 e 2021.

## Biografia
Em 1984, transfere-se para São Paulo, onde escreveu vários textos para teatro, como a comédia "Não Quero Droga Nenhuma", que ficou cinco anos em cartaz, além de produzir vários projetos culturais com a Cia. Harpias e Mansfield, que fundou com Ângela Dip, Giovanna Gold e Marcelo Mansfield, levando o teatro de humor para bares e casas noturnas. Depois de atuar em diversos espetáculos, como "O Amigo da Onça", de Chico Caruso, com direção de Paulo Betti, e "O Pequeno Mago", do grupo XPTO, trabalho que lhe rendeu o Prêmio do Ministério da Cultura de Melhor Atriz, criou um dos projetos que renovou o humor de São Paulo no início dos anos 2000: "Terça Insana".
Na década de 1980, após as participações em Acre vai à Rússia, (Élcio Rossini) e Dias Felizes (Samuel Beckett) Grace fundou junto à Ângela Dip, a Cia Harpas e Ogros, e nesta, criou, produziu e atuou em quatro espetáculos. Paralelamente, foi convidada para diversas montagens teatrais. No início dos anos 90 participou do programa infantil Rá-Tim-Bum da TV Cultura. Ao fim dos anos 90, trabalhou em dois espetáculos com o Grupo XPTO levando ao palco, artistas de áreas variadas, como forma de incentivo à formação dos novos talentos.
No início dos anos 2001, uma das suas criações foi Terça Insana, projeto teatral que incentiva novos atores e autores de humor. O projeto revolucionou o humor brasileiro. Atuou também em Sobre Amor e a Amizade, baseado na obra de Caio Fernando Abreu. Fez uma pequena participação em Cúmplices de um Resgate (2015), no SBT como Benedita.
Em 2016, Grace começou a viver os grandes momentos de sua carreira. Com isso, voltou com seu projeto de humor, o Terça Insana. No mesmo ano, a atriz ganhou notoriedade nacional ao interpretar a vilã cômica Teodora Abdala na novela Haja Coração (uma nova versão de Sassaricando). Seu desempenho foi tão plausível que inicialmente levou a Rede Globo esticar seu papel na trama, que morreria logo nas primeiras semanas após a estreia. Mais tarde, devido aos pedidos do público, o autor arrumou um jeito da personagem nunca desaparecer completamente do folhetim, fazendo diversas participações em flashback e depois retornando, mas com uma nova personalidade e com maior teor cômico.

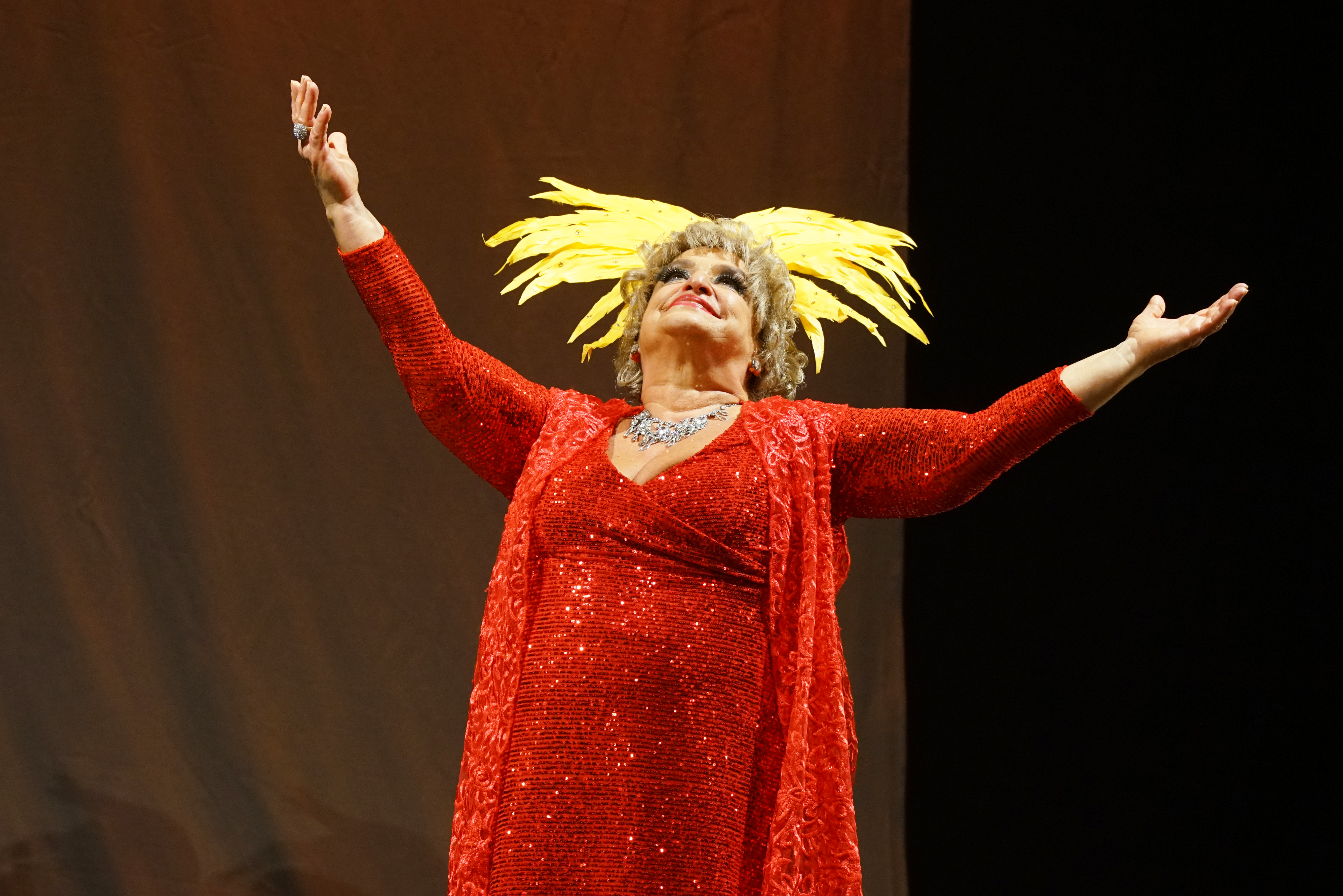
Durante o espetáculo Nasci pra ser Dercy (2024)

Após o seu grande sucesso em Haja Coração, ganhou diversos convites para trabalhos na televisão, fazendo diversas participações em especiais. Em 2018, retorna as novelas em Orgulho e Paixão, novela das 18 horas, onde viveu a cômica Petúlia, uma governanta maquiavélica responsável por diversas armações na trama, sendo a principal vilã secundária da trama. Grace novamente foi elogiada e aplaudida por sua interpretação, pois Petúlia apesar de malvada era extremamente divertida e amada pelo público. Em 2020, é um dos destaques da novela das 19 horas Salve-se Quem Puder, onde surge como a doce Ermelinda, uma mulher amorosa e humilde do interior, que trabalha para o programa de proteção de testemunhas, sendo uma mãe super-protetora com seu filho adulto Zezinho, e tornando-se também uma mãe para as protagonistas da história, vivendo também um divertido triângulo amoroso.
Em 2021, para comemorar com os fãs, que a acompanham pelos palcos desde o início de sua carreira, e os mais jovens, que só a viram em cena pelas telas, a atriz criou o “Grace em Revista”.  O espetáculo chegou com os 21 anos de lançamento do Projeto Terça Insana e comemorou os seus 40 anos de carreira.
A atriz, sozinha em cena, revela o caminho que percorreu para transformar o palco da comédia num espaço de questionamento, de guerra ao preconceito, de respeito às minorias e transformação social. Em 70 minutos ela conta histórias vividas e revela o processo de criação que deu origem às suas criações icônicas. São elas: Aline Dorel, Santa Paciência, Advogada do Diabo, Adolescente Girassol, Preguiça, Mulher Limão e Cinderela; que pedem passagem para brilhar entre as histórias.

## Vida pessoal
Grace Gianoukas nasceu na cidade de Rio Grande, no Rio Grande do Sul, no dia 9 de dezembro de 1963. A atriz tem ascendência paterna grega e materna italiana e portuguesa. Formou-se em Artes Cênicas na UFRGS, Porto Alegre, em 1981.

## Teatro

### Como atriz

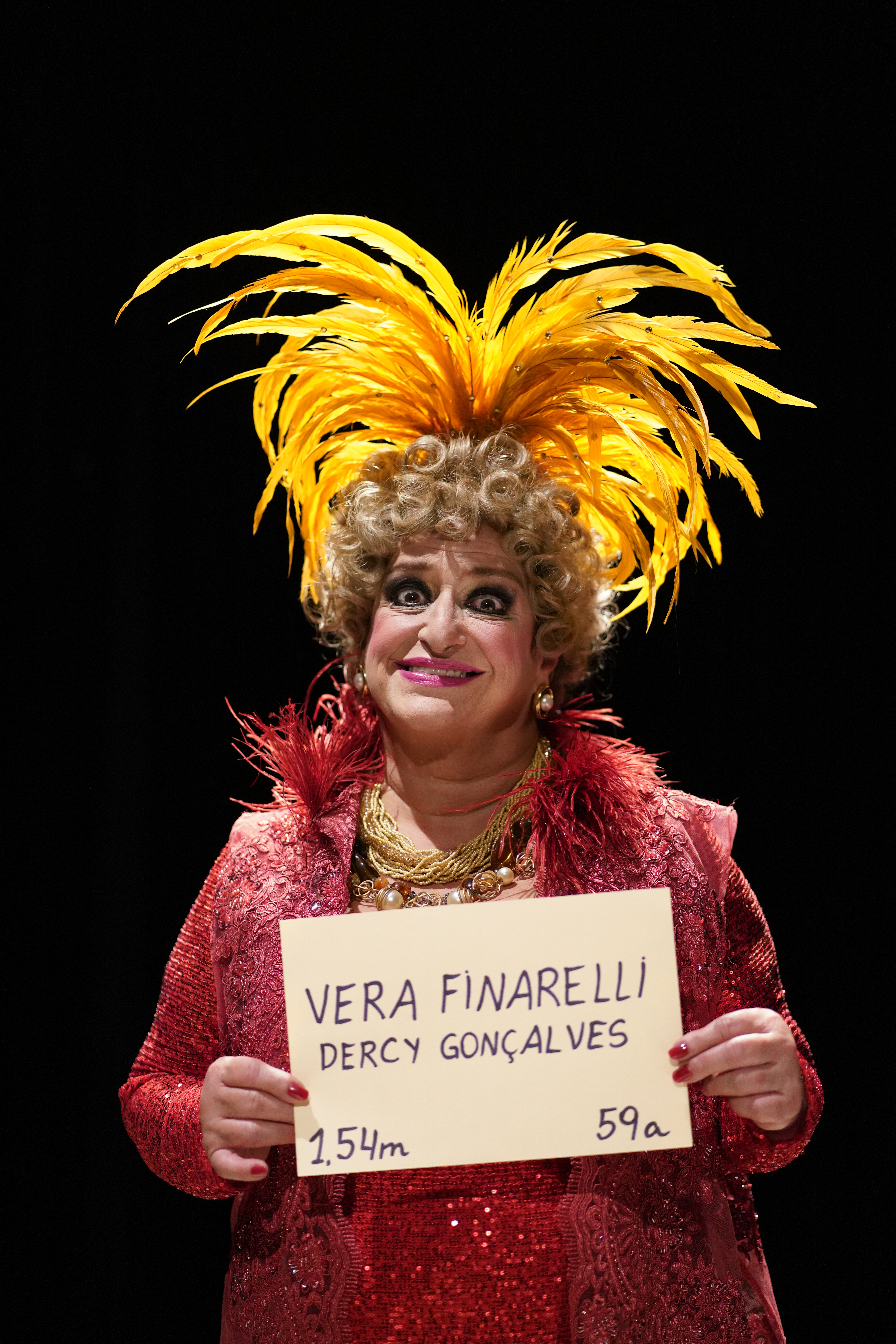
Peça Nasci pra ser Dercy (2022)

| Ano             | Título                                        | Personagem                     |
| --------------- | --------------------------------------------- | ------------------------------ |
| 1982            | A Marquesa de Paraty                          |                                |
| 1983–84         | O Acre Vai à Rússia                           |                                |
| 1985            | Dias Felizes de Samuel Beckett                |                                |
| 1985            | Nas Gôndolas do Tietê                         |                                |
| 1986–92         | Troféu Creme de la Creme                      |                                |
| 1987            | Tonturas de Verão                             |                                |
| 1987            | O Amigo da Onça                               |                                |
| 1987–89         | O Pequeno Grande Pônei                        | Luna                           |
| 1988            | SP em Surto                                   |                                |
| 1989            | Carroça Sem Rumo                              | Rosinha                        |
| 1990–95         | Não Quero Droga Nenhuma - A Comédia           | Vários personagens             |
| 1996–97         | O Pequeno Mago                                |                                |
| 1998–00         | Paraíso                                       | Sheila                         |
| 1999            | Além do Abismo                                |                                |
| 2001–presente   | Terça Insana                                  | Vários personagens             |
| 2002            | Sobre o Amor e a Amizade                      |                                |
| 2012            | Terça Insana: Antes que o Mundo Acabe         | Vários personagens             |
| 2014            | Terça Insana - Adiós, Amigos!                 | Vários personagens             |
| 2015–16         | Grace Gianoukas Recebe                        | Vários personagens             |
| 2017            | Hortance, A Velha                             | Hortance                       |
| 2021            | O L Perdido                                   | Leila                          |
| 2021 - 2022     | Grace em Revista                              | Vários personagens             |
| 2022            | Procuro o Homem da Minha Vida, Marido já Tive | Daniela - Princesa Encantada   |
| 2023            | O que faremos com Walter?                     | Beth                           |
| 2023 - presente | Nasci pra ser Dercy                           | Vera Finarelli/Dercy Gonçalves |

### Como diretora
| Ano     | Título                     |
| ------- | -------------------------- |
| 2005–07 | Mulheres Insanas           |
| 2009    | Lili e Cia                 |
| 2010–15 | Pílulas Insanas            |
| 2018    | Vamos falar de Amor, Amor? |
| 2019    | A Bruxa do Chocolate       |

## Filmografia

### Televisão
| Ano            | Título                            | Papel                      | Nota                                     |
| -------------- | --------------------------------- | -------------------------- | ---------------------------------------- |
| 1987–89        | TV Mix                            | Vários personagens         |                                          |
| 1988           | Chapadão do Bugre                 | Grace                      | Episódio: "4 de janeiro"                 |
| 1990–94        | Rá-Tim-Bum                        | Eva da Silva               |                                          |
| 1992           | Grande Pai                        | Marta                      | Episódio: 1 de março"                    |
| 1993           | Sex Appeal                        | Célia                      | Episódio: "3 de julho"                   |
| 1993–94        | Escolinha do Professor Raimundo   | Maninha Marrom             |                                          |
| 1997           | Castelo Rá-Tim-Bum                | Bruxa Má                   | Episódio: "Hora de Dormir"               |
| 1999           | Ô... Coitado!                     | Juracy                     | Episódio: "Não Pago nem Morto"           |
| 1999           | Sandy & Júnior                    | Nanon Bouquet              | Episódio: "O Sumiço do Porco Dourado"    |
| 1999           | Tiro e Queda                      | Claudinéia Assunção (Néia) |                                          |
| 2001           | Vidas Cruzadas                    | Cecilia                    |                                          |
| 2006           | Bang Bang                         | Esmeralda                  | Episódio: "6–7 de fevereiro"             |
| 2013           | Guerra dos Sexos                  | Ludmila Petrovna           | Episódio: "25 de fevereiro"              |
| 2015           | Cúmplices de um Resgate           | Benedita                   | Episódio: "25 de novembro–2 de dezembro" |
| 2016           | Haja Coração                      | Teodora Abdala Varella     |                                          |
| 2017           | Angeli the Killer                 | Rê Bordosa (voz)           | Dublagem                                 |
| 2017           | Eu, Ela e um Milhão de Seguidores | Ruth Goldenberg            |                                          |
| 2018           | Orgulho e Paixão                  | Petúlia do Nascimento      |                                          |
| 2019           | Vai que Cola                      | Rosa / Rose                | Temporada 7                              |
| 2019– presente | O Dono do Lar                     | Nina                       |                                          |
| 2020           | Salve-se Quem Puder               | Ermelinda Prazeroso (Ermê) |                                          |
| 2023           | Terra e Paixão                    | Roma San Marco             | Episódios: "27 de junho–23 de agosto"    |
| 2024           | Família É Tudo                    | Leda Mancini               | [ 20 ]                                   |
| 2025           | Falas da Terra                    | Mãe Natureza               | Especial do dia dos Povos Indígenas      |
| 2025           | Pablo & Luisão                    | Verônica                   | Episódio: "Galo Pica-Pau"                |
| 2025           | Êta Mundo Melhor!                 | Jocasta                    |                                          |

### Cinema
| Ano  | Título                               | Personagem         | Notas          |
| ---- | ------------------------------------ | ------------------ | -------------- |
| 1989 | Festa                                | Secretária do Ator |                |
| 1996 | Flores Ímpares                       | Azaléia            | Curta-metragem |
| 2002 | Eu Não Conhecia Tururú               | Maria Felícia      |                |
| 2008 | Dossiê Rê Bordosa                    | Rê Barbosa         | Dublagem       |
| 2012 | Penetras de Luxo                     | Pérola             | Curta-metragem |
| 2021 | Bob Cuspe: Nós Não Gostamos de Gente | Rê Barbosa (voz)   | Dublagem       |
| 2023 | União Instável                       | Eunice             |                |
| 2024 | O Clube das Mulheres de Negócios     | Yolanda Penteado   |                |

### Internet
| Ano  | Título                  | Personagem             |
| ---- | ----------------------- | ---------------------- |
| 2012 | Penetras de Luxo        | Pérola                 |
| 2016 | Haja Coração – Spin-off | Teodora Abdala Varella |

## Prêmios e indicações
| Ano  | Premiação                           | Categoria                                         | Nomeação                                      | Resultado | Ref.          |
| ---- | ----------------------------------- | ------------------------------------------------- | --------------------------------------------- | --------- | ------------- |
| 1983 | Troféu Açorianos                    | Melhor proposta de vanguarda                      | O Acre Vai à Rússia                           | Venceu    | [ 26 ]        |
| 1997 | Troféu Mambembe                     | Melhor atriz                                      | O Pequeno Mago                                | Venceu    | [ 1 ]         |
| 1997 | Prêmio APETESP                      | Melhor atriz                                      | O Pequeno Mago                                | Indicada  | [ 27 ]        |
| 2016 | Prêmio Quem de Televisão            | Melhor atriz coadjuvante                          | Haja Coração                                  | Indicada  | [ 28 ]        |
| 2016 | Troféu UOL TV e Famosos             | Melhor Atriz                                      | Haja Coração                                  | Indicada  | [ 29 ]        |
| 2016 | Prêmio Arte Qualidade Brasil        | Melhor Atriz de Comédia                           | Grace Gianoukas Recebe                        | Venceu    | [ 30 ]        |
| 2016 | Troféu Nelson Rodrigues             | Artes                                             | Homenagem                                     | Venceu    | [ 31 ]        |
| 2019 | Prêmio F5 da Folha de S.Paulo       | Melhor atriz de comédia                           | O Dono do Lar                                 | Indicada  | [ 32 ]        |
| 2020 | Melhores do Ano Minha Novela        | Melhor Atriz Coadjuvante                          | Salve-se Quem Puder                           | Indicado  | [ 33 ]        |
| 2021 | Melhores do Ano - RD1               | Melhor Atriz Coadjuvante                          | Salve-se Quem Puder                           | Indicado  | [ 34 ]        |
| 2021 | Prêmio Arcanjo de Cultura           | Teatro                                            | O L Perdido                                   | Venceu    | [ 35 ]        |
| 2021 | Prêmio Arcanjo de Cultura           | Especial                                          | 40 anos de Carreira                           | Venceu    | [ 35 ]        |
| 2022 | Prêmio Bibi Ferreira                | Melhor Atriz Coadjuvante em Peça de Teatro        | Procuro o Homem da Minha Vida, Marido Já Tive | Indicado  | [ 37 ]        |
| 2022 | Prêmio do Humor                     | Especial                                          | 40 anos dedicados à atuação e ao humor        | Venceu    | [ 38 ]        |
| 2023 | Prêmio APCA de Teatro               | Melhor Atriz                                      | Nasci pra ser Dercy                           | Venceu    | [ 39 ] [ 40 ] |
| 2023 | Prêmio Bibi Ferreira                | Melhor Atriz em Peça de Teatro                    | Nasci pra ser Dercy                           | Indicado  | [ 41 ]        |
| 2023 | Prêmio Cenym de Teatro              | Melhor Monólogo                                   | Nasci pra ser Dercy                           | Indicado  | [ 42 ]        |
| 2023 | Prêmio Arcanjo de Cultura           | Teatro                                            | Nasci pra ser Dercy                           | Indicado  | [ 43 ]        |
| 2023 | Prêmio Shell - SP                   | Melhor Atriz                                      | Nasci pra ser Dercy                           | Venceu    | [ 45 ]        |
| 2023 | Melhores do Teatro Blog do Arcanjo  | Melhor Atriz em Comédia                           | Nasci pra ser Dercy                           | Venceu    | [ 46 ]        |
| 2024 | Prêmio Prio do Humor - SP           | Melhor Performance                                | Nasci pra ser Dercy                           | Venceu    | [ 47 ]        |
| 2024 | Festival de Cinema de Gramado       | Melhor Elenco Principal (prêmio especial do júri) | O Clube das Mulheres de Negócios              | Venceu    |               |
| 2024 | Los Angeles Brazilian Film Festival | Melhor Atriz                                      | O Clube das Mulheres de Negócios              | Indicada  |               |